# Konjunktion (logik)

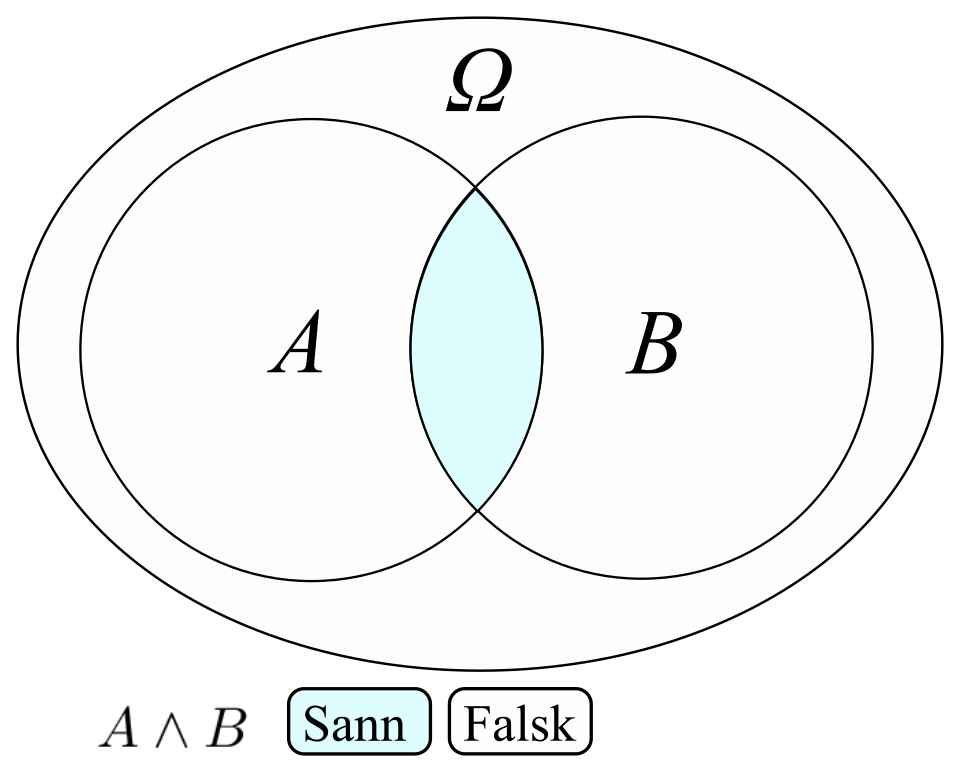
Venndiagram för

Inom logik och matematik är konjunktion ett konnektiv, som betecknas med symbolen  {\displaystyle \land } eller symbolen {\displaystyle \cdot }, och utläses som "och". En sats, vars delar är förbundna med detta konnektiv kallas, även denna, för en konjunktion. En sådan sats är sann, om och endast om alla dess operander är sanna.
Med A och B symboliserande påståenden, utläses satsen A {\displaystyle \land } B som: A och B. Den skall således tolkas som sann, om och endast om båda satserna är sanna. Konnektivet  {\displaystyle \land },  kan tillsammans med exempelvis konnektivet för negation uttrycka varje annat konnektiv inom satslogiken.
Inom boolesk algebra skrivs konjunktion med multiplikationstecknet "·".

## Sanningsvärdetabell
F = Falsk och S = Sann.
| p | q | p ∧ q |
| F | F | F     |
| F | S | F     |
| S | F | F     |
| S | S | S     |

Med beteckningar enligt boolesk algebra.
Siffrorna 0 och 1 motsvarar sanningsvärdena Falsk respektive Sann.
| p | q | p · q |
| 0 | 0 | 0     |
| 0 | 1 | 0     |
| 1 | 0 | 0     |
| 1 | 1 | 1     |

## Tekniska lösningar
I elektriska kretsar, pneumatik, hydraulik, mekanik etcetera kan funktioner som motsvarar konjunktioner realiseras, som i kombination med andra logiska funktioner kan byggas ihop till komplex funktionalitet. Några exempel:

### Seriekoppling
Om till exempel två brytare kopplas i serie med en lampa måste båda brytarna vara till för att lampan ska lysa. Om en eller båda brytarna är från lyser den ej.

### AND-grind
I digitaltekniken realiseras samma funktion som ett logiskt byggblock, en AND-grind. "Värdena" är här signalerna "hög" och "låg" som motsvarar bestämda spänningsintervall. Dessa betecknas vanligen med H för hög och L för låg.
|   |   | \| A \| B \| Y \| \| L \| L \| L \| \| L \| H \| L \| \| H \| L \| L \| \| H \| H \| H \| |
| A | B | Y                                                                                         |
| L | L | L                                                                                         |
| L | H | L                                                                                         |
| H | L | L                                                                                         |
| H | H | H                                                                                         |

Ett integrerat kretsblock som tillhandahåller AND-grindar är till exempel 7408 som innehåller fyra separata grindar.